# История инженерного дела

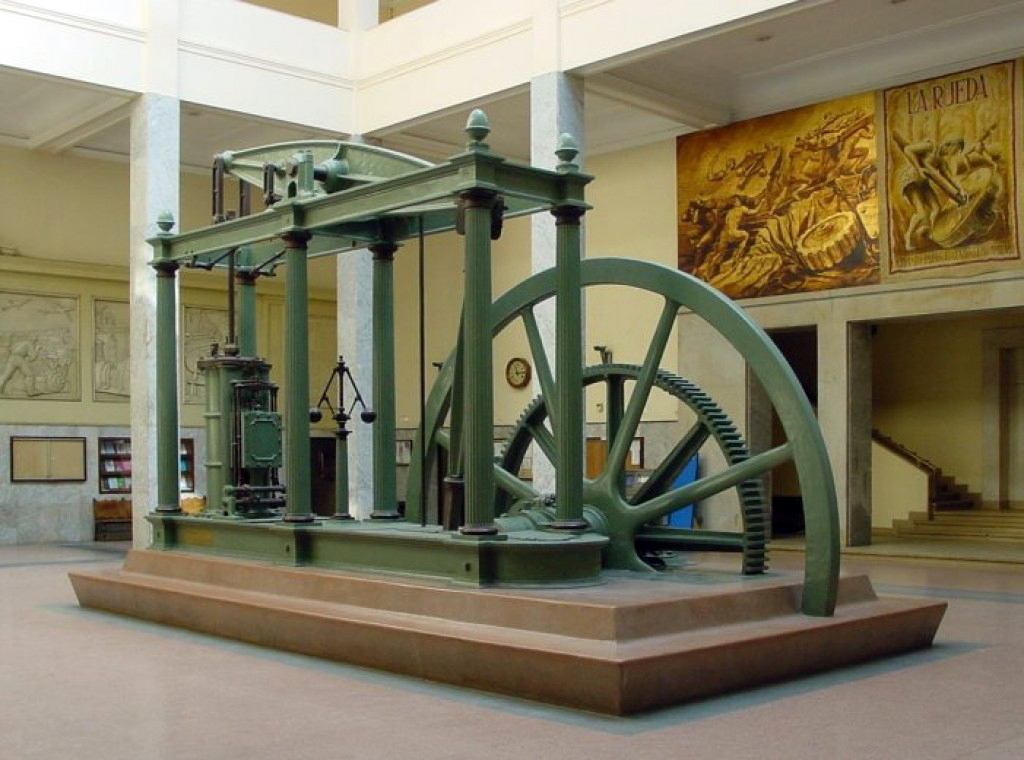
Паровая машина, главная движущая сила промышленной революции, показывает значение инженерного дела для современной истории. Эта модель паровой машины выставлена в здании Школы промышленной инженерии Мадридского политехнического университета

Инженерное дело появилось, когда люди столкнулись с необходимостью преобразования природы вокруг себя и создали такие простейшие механизмы как шкив, рычаг и колесо, которые являются частями множество более сложных машин.
Однако сам термин «инженерное дело» имеет более позднее происхождение: «инженером» (лат. ingeniarius) в Средние века назывался человек, проектирующий, строящий и управляющий осадными орудиями, например, катапультами или требушетами, а позднее заменили пороховыми артиллерийскими орудиями. Также инженеры занимались строительством фортификационных сооружений.
Позднее, когда проектирование и строительство гражданских сооружений, таких как мосты и здания, усложнилось и превратилось в отдельную техническую дисциплину, в язык вошёл термин «гражданское строительство». Гражданские инженеры, или, как их принято называть в России, инженеры-строители, в отличие от своих прародителей, специализируются на строительстве невоенных зданий и сооружений. Военные инженеры сохранились, инженерными войсками, которые занимаются строительством военной инфраструктуры или укреплений, обладают армии различных стран мира.

## Инженерное дело в древности

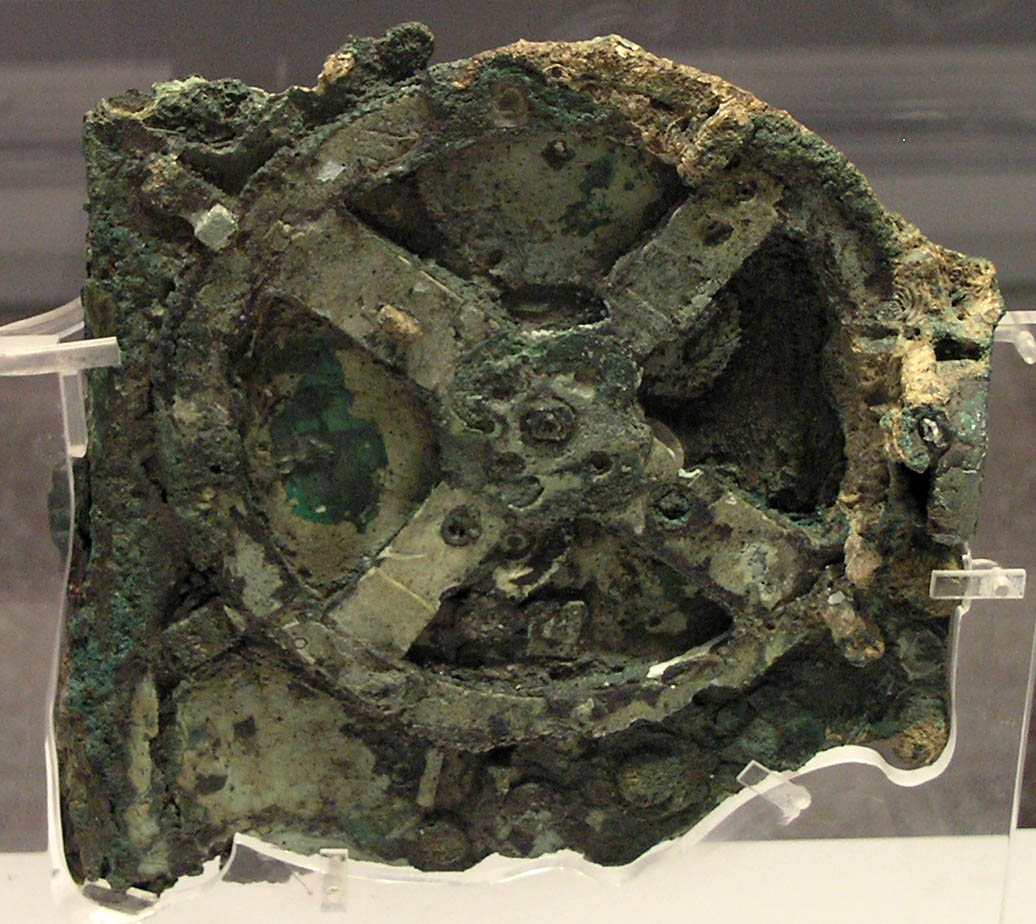
Антикитерский механизм (Фрагмент A — спереди)

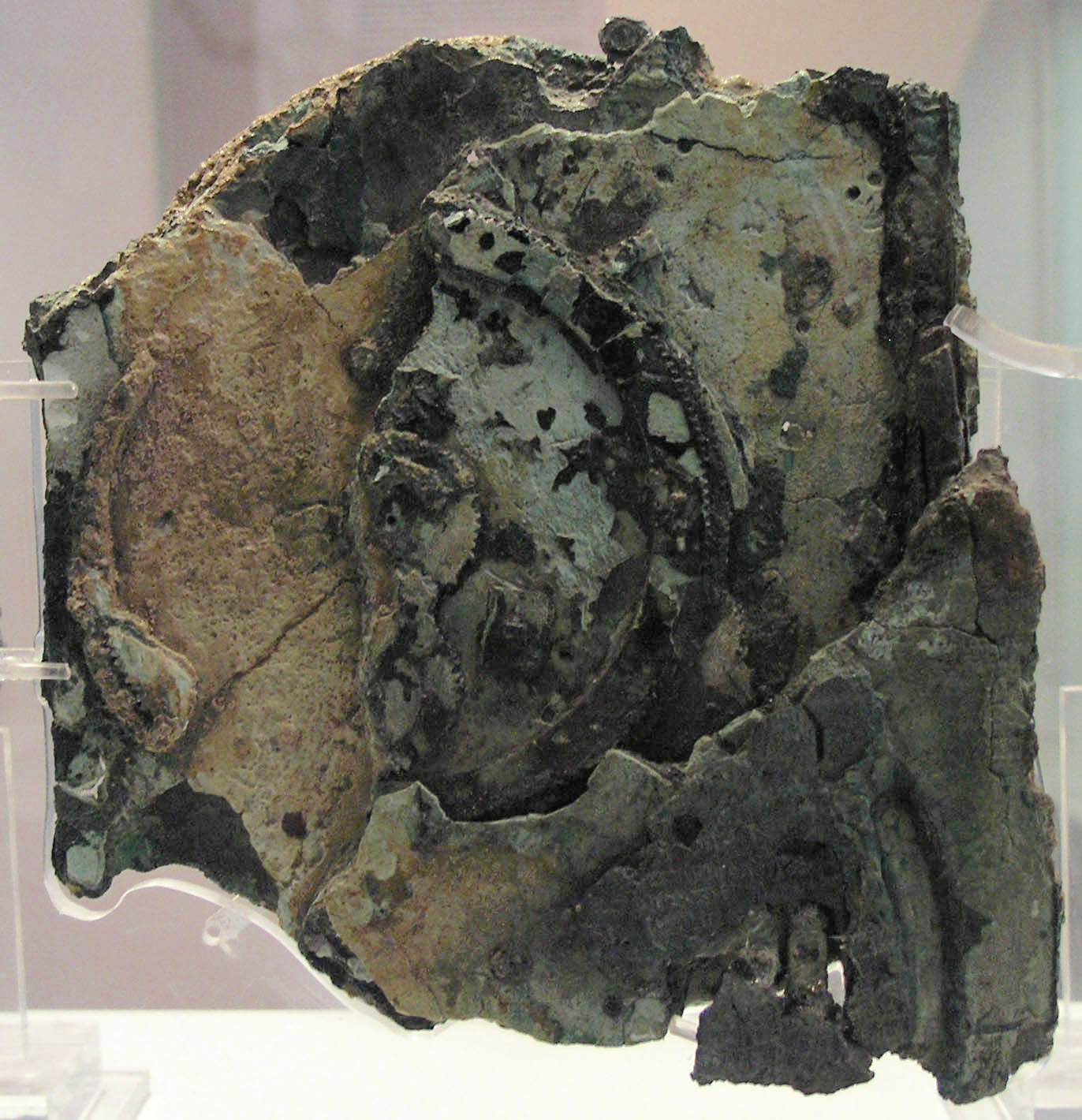
Антикитерский механизм (Фрагмент A — сзади)

Зиккураты Шумера и Аккада, пирамиды и Александрийский маяк в Древнем Египте, города долины Инда, водопровод на минойском Крите, Парфенон и Колосс Родосский в Древней Греции, римские акведуки, Аппиева дорога, Колизей и Пантеон Рима, города и пирамиды доколумбовых цивилизаций, Великая Китайская стена и многие другие сооружения свидетельствуют об изобретательности и мастерстве древних инженеров.
Шесть классических простейших механизмов были известны ещё на древнем Ближнем Востоке. Клин и наклонная плоскость были известны с доисторических времён. Колесо и ворот были изобретены в Шумере в 5-м тысячелетии до н. э. Рычаг впервые появился около 5000 лет назад на Ближнем Востоке, где он использовался в рычажных весах, а древние египтяне использовали его для перемещения крупных объектов. Рычаг также использовался в изобретённом около 3000 г. до н. э. в Месопотамии (и повторённом около 2000 г. до н. э. в Древнем Египте) шадуфе или колодце-журавле, давнем предшественнике современного крана. Самые ранние свидетельства о блоке относятся к Месопотамии начала II тысячелетия до н. э., и к Египту времён XII династии (1991—1802 гг. до н. э.). Винт, последний из изобретённых простейших механизмов, впервые появился в Новоассирийском царстве (911—609 гг. до н. э.). Египетские пирамиды были построены с использованием трёх из шести простых машин — наклонной плоскости, клина и рычага. Их было достаточно для создания огромных сооружений, подобных пирамиде Хеопса.
Самый первый архитектор, известный нам по имени, — Имхотеп, чати (первый министр) фараона Джосера, основателя III династии Древнего Египта. Будучи высшим государственным чиновником и очень образованным по тем временам человеком, Имхотеп проектировал и контролировал строительство пирамиды Джосера в египетской Саккаре около 2630—2611 гг. до н. э. Это была первая пирамида в Древнем Египте. В отличие от пирамид Гизы, эта пирамида ступенчатая. Возможно, Имхотеп также первым применил колонны в архитектуре.
В Кушитском царстве в 4 веке до н. э. была разработана сакия или чигирь: водоподъёмный механизм, приводимый в движение мускульной силой. Для хранения воды в целях орошения строились водохранилища-хафиры. Тогда же появляются первые сапёры: первоначально они, за неимением осадных орудий и взрывчатых веществ, занимались лишь строительством военных дорог и лагерей, рытьём подкопов под стенами, сменой русел рек и другими видами инженерной войны. Предки кушитов, жившие 3700 и 3250 годами до н. э., были способны высекать здания в скальных массивах, аналогично тому, как набатейцы строили Петру несколькими тысячелетиями позднее. Кушитам были известны различные виды печей для выплавки металлов: сыродутные и доменные.
Самые ранние хозяйственно полезные машины, приводимые в движение водой — водяное колесо и водяная мельница — впервые появились в Ахеменидской империи к началу IV века до н. э.
Древние греки создавали машины как для мирных, так и для военных нужд. Им принадлежит создание Антикитерского механизма, одного из первых механических компьютеров, построенным ещё во II веке до н. э. Антикитерский механизм использовался для расчёта движения небесных тел и позволял узнать даты 42 различных астрономических событий. Это достижение, возможно, принадлежит астроному и математику Гиппарху Никейскому. Знаменитый философ Архимед не только плодотворно занимался теоретическими исследованиями, но также построил некоторые механизмы, например архимедов винт, использовавшийся в качестве насоса. С работами Архимеда по оптике связана легенда о поджоге римского флота во время осады Сиракуз с помощью солнечных лучей, сфокусированных при помощи вогнутых зеркал. Изобретения Архимеда, также как и Антикитерский механизм, требовали понимания принципов работы дифференциала и планарной передачи. На этих важнейших механизмах построены современные зубчатые передачи, которые широко используются в самых разнообразных машинах. Без них был бы невозможен старт Промышленной революции и появление современного мира. Герон Александрийский, механик и математик, живший во второй половине I века н. э, был величайшим инженером за всю историю, чьи изобретения, как-то: паровая турбина, скорострельный самозарядный арбалет, различные автоматы, в том числе и для продаж, первый одометр — по меньшей мере на тысячелетие опередили ход истории.
Первой попыткой рассмотреть инженерное дело как особый род деятельности можно считать труд Витрувия «Десять книг об архитектуре» (лат. De architectura libri decem). В нём делаются первые известные попытки описать процесс деятельности инженера. Витрувий обращает внимание на такие важные для инженера методы как «размышление» и «изобретение», отмечает необходимость создания чертежа будущего сооружения. Однако большей частью Витрувий основывается в своих описаниях на практическом опыте. В античные времена теория сооружений находилась ещё в самом начале своего развития.
Китайская, римская и греческие армии использовали разнообразные военные машины,: различные виды баллист, катапульт и онагров. Позднее, в Средние века, для нужд осады многочисленных замков было разработано требюше. В 132 году н. э. китайский мыслитель Чжан Хэн изобрёл первый сейсмоскоп. Это достижение не смог повторить никто в мире на протяжении последующих 1100 лет.
На рубеже нашей эры, ханьским философом Хуан Танем в трактате «Синьлун» был впервые в истории описан отбойный молоток, приводимый в движение водяным колесом. Это было одно из первых описаний гидравлического устройства. Данный молоток использовался для дробления и отшелушивания зерна.

## Инженерное дело в Средние века
В средние века люди смогли поставить себе на службу силу ветра: ветряная мельница и ветряной насос появились в IX веке в Аббасидском халифате, переживавшем тогда свой золотой век. В дальнейшем ветряные мельницы широко распространились по всей Евразии. Первой промышленной паровой машиной был домкрат, движимый паровой турбиной. Он работал в Египетском эялете Османской империи уже в 1551 году. Об этом упоминает Такиюддин аш-Шами.
Коттон-джин, машина для очистки хлопковых волокон от семян, был изобретён в Индии в 6 веке нашей эры, а прялка была изобретена там же несколько позднее. Оба эти изобретения сыграли главную роль в развитии текстильной промышленности, которая положила начало промышленной революции (для которой, однако, потребовалась уже не ручная, а механическая прялка, изобретённая Джеймсом Харгривсом в 1765 году).
Самые ранние программируемые машины были созданы ещё Героном Александрийским. Их развитие продолжилось на мусульманском Ближнем Востоке. Автоматы использовались поначалу не в производстве, но для развлечения, например, проигрывания музыки. Самым ранним типом такой музыкальный машины был секвенсор. Первым секвенсором был автоматический флейтист, изобретённый братьями Бану Муса и описанный в их «Книге о хитроумных устройствах» от IX века. В 1206 году Аль-Джазари собирал програмируеммые музыкальные автоматы. Он оставил описания четырёх музыкальных автоматов, включая механичиских барабанщиков, управляемых программируемой барабанной машиной, которых можно было заставить отбивать разные барабанные ритмы и мелодии. Механические астрономические часы с гидроприводом, изобретённые Аль-Джазари, были первым программируемым аналоговым компьютером.
Аль-Джазари построил пять машин для откачки воды из дворцов беев Артукидской династии. Помимо более чем 50 гениальных механических устройств, Аль-Джазари также усовершенствовал зубчатые колёса, механические регуляторы, часовые спуски, а также методы проектирования и производства.

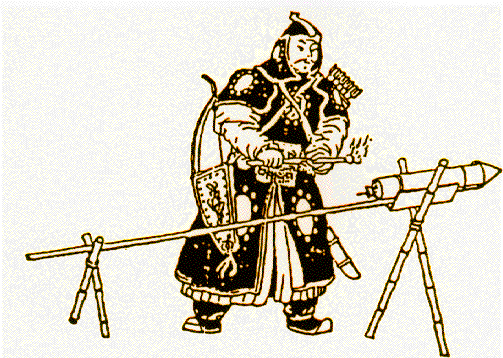
Ранняя китайская ракета

В первом тысячелетии н. э. в Китае был изобретён порох, который вскоре начал использоваться в военном деле. Из пороховых фейерверков, использовавшихся для развлечения публики на праздниках и фестивалях, появились первые боевые ракеты. Военный трактат XI века Уцзин цзунъяо упоминает множество военных машин, стоявших на вооружении армии империи Сун, и среди них пороховое оружие. Пушки, использующие энергию быстросгорающего пороха для метания снарядов, была созданы в XII веке в Китае и уже через несколько столетий радикально изменили облик войны.

## Инженерное дело и Промышленная революция
Паровой насос для откачки воды из шахт был разработан англичанином Томасом Севери в 1698 году. Другой насос был построен в 1712 году Томасом Ньюкоменом на основе разработок французского исследователя Дени Папена.

## Инженерное дело в современном мире
XIX и XX века стали временем грандиозных общественных преобразований, которые были бы невозможны без достижений науки и инженерного дела.
С XIX веком связано появление электротехники. Теоретические исследования электричества, проводимые Алессандро Вольта, Андре-Мари Ампером, Майклом Фарадеем, Георгом Омом и другими исследователями, переросли в изобретение Электрического телеграфа в начале века, электродвигателя в 1872 году, телефона в 1870-х, электрического трамвая в 1880-х. Лидерами в этой новой отрасли были США и Германская империя. Фрэнсиса Рональдса можно назвать первым инженером-электриком: он создал первую работающую систему электрического телеграфа в 1816 году и задокументировал своё видение того, как мир может быть преобразован с помощью электричества. Первым в России создал электромагнитный телеграф в 1830—32 годах Павел Львович Шиллинг. В 1832 году телеграфная линия его конструкции была проведена в Петербурге между Зимним дворцом и зданием Министерства путей сообщения.
Работы Джеймса Максвелла и Генриха Герца в конце 19 века дала начало электронике. Первым достижением молодой отрасли инженерной науки было создание радио в конце XIX века. Более поздние изобретения электронной лампы и транзистора ускорили развитие электроники настолько, что в настоящее время инженеры-электрики и электронщики превосходят по численности своих коллег любой другой инженерной специальности.
Машиностроение и химическая технология, хотя и появились значительно раньше, активно развивалась в 19 веке. Промышленное производство требовало новых материалов и новых технологических процессов, и к 1880 году потребность экономики в большом количестве химических веществ была такова, что появилась химическая промышленность, новая отрасль, посвящённая крупномасштабному производству химических веществ. Роль инженера-химика заключается в проектировании этих химических предприятий и процессов.
Первая степень доктора технических наук, присуждённая в США, была присвоена Джозайя Гиббсу в Йельском университете в 1863 году, это была также вторая степень доктора наук, присуждённая в США.